# Herb gminy Lubin
Herb gminy Lubin – symbol gminy Lubin, którego obecna wersja została ustanowiona 24 września 2024.

## Wygląd i symbolika
Herb przedstawia na tarczy w polu srebrnym postać św. Jadwigi Śląskiej w białej sukni i błękitnym płaszczu z czerwonym podbiciem, stojącą boso z figurą Madonny z Dzieciątkiem w prawicy, bucikami przełożonymi przez rękę, sznurem zakonnym z klamrą, przypiętym do płaszcza oraz książką (wizerunek z Kodeksu Lubińskiego). Po jej obu stronach znajdują się natomiast dwa zielone wrzosy, symbolizujące przyrodę gminy.

## Historia

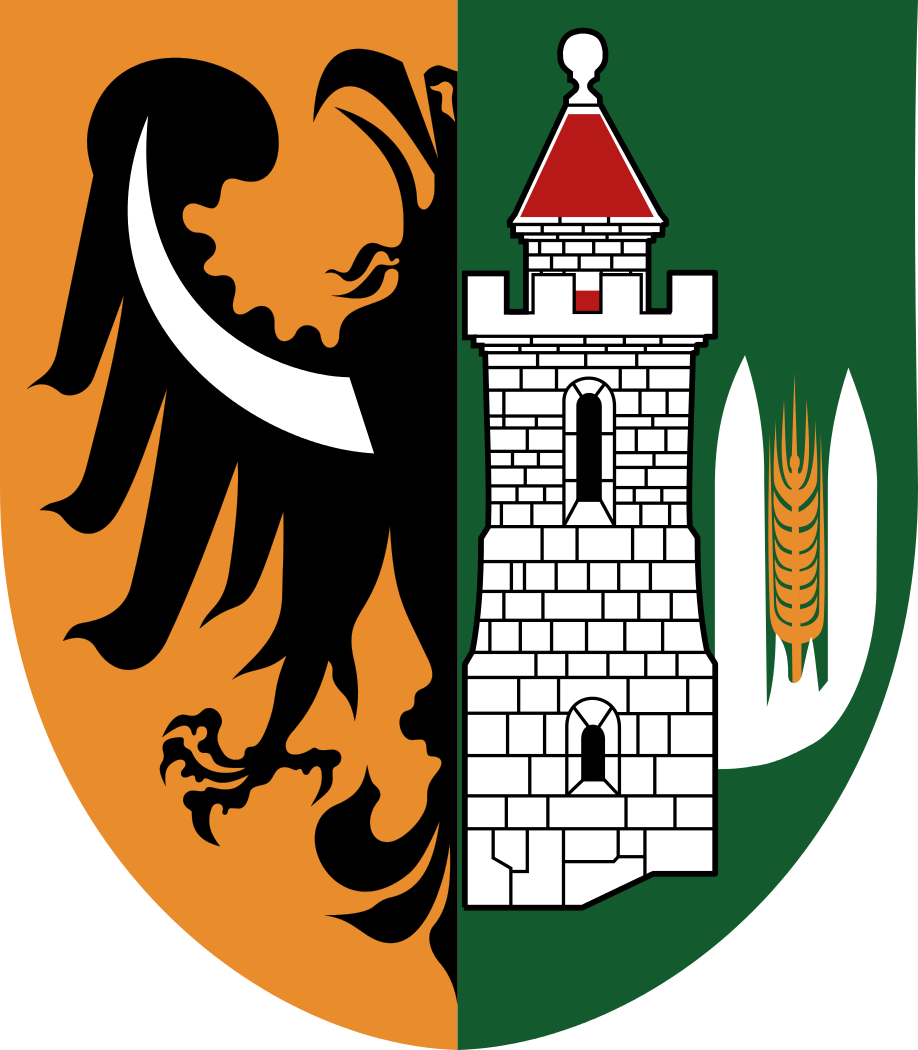
Herb gminy do 2024

Poprzednia wersja herbu przedstawiała na tarczy dzielonej w słup w polu lewym zielonym srebrną kamienną wieżę forteczną z czerwonym dachem, a obok niej srebrną palisadę z dwoma słupami, a między nimi złoty kłos (zamiast środkowego pola), natomiast w polu prawym złotym pół orła dolnośląskiego. 